# BDFutbol
BDFutbol (abreviatura de Base de Dades del Futbol) és una pàgina web dedicada a la recopilació de dades històriques del futbol espanyol. Fundada el 2008, avui dia s'hi poden consultar les dades de totes les plantilles de Primera Divisió des de 1928, de Segona Divisió des de 1949 i de Segona Divisió B des de l'any 1991, a més d'altres lligues estrangeres. El creador de la pàgina, Víctor Solà, també és el fundador de BDBasket.
A principis de l'any 2012, BDFutbol va arribar a un acord de col·laboració amb el diari esportiu català Sport, pel qual, des del diari, s'oferiria informació per tenir les fitxes més completes dels jugadors del Futbol Club Barcelona.
A part, BDFutbol ja ha estat citada en diversos mitjans, com el cas de TV3. Aquesta web es pot consultar en català, castellà i anglès.